# Izgrev
Izgrev es un pueblo en el municipio de Tsarevo, en la Provincia de Burgas, en el sudeste de Bulgaria.
En 2015 tiene 35 habitantes.
Se ubica en la periferia suroccidental de la capital municipal Tsarevo, sobre la carretera 99.